# Dauin
Dauin là một đô thị hạng 4 ở tỉnh Negros Oriental, Philippines. Phía bắc giáp Bacong, phía nam giáp Zamboanguita, phía tây giáp một dãy núi tách đô thị này với Santa Catalina. Đây là một thị xã ven biển. Theo điều tra dân số năm 2000, đô thị này có dân số 21.077 người trong 4.464 hộ.

## Barangay

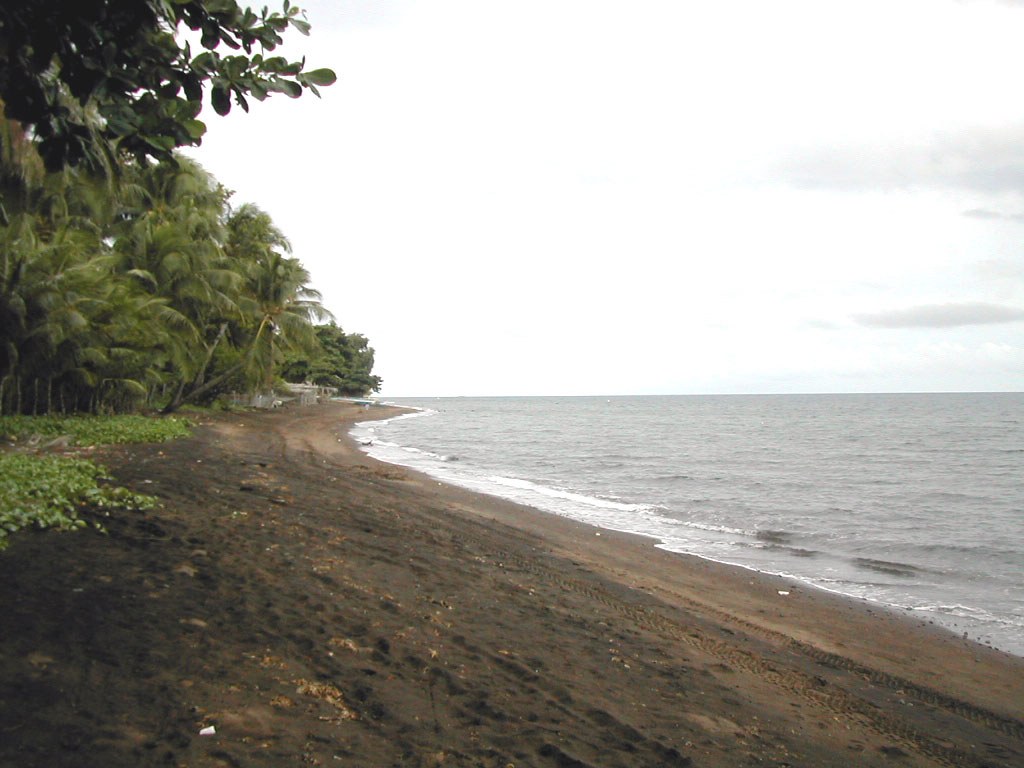
Một bãi biển ở Dauin.

Dauin được chia thành 23 barangay.
| - Anhawan - Apo Island - Bagacay - Baslay - Batuhon Dacu - Boloc-boloc - Bulak - Bunga - Casile - Libjo - Lipayo - Maayongtubig | - Mag-aso - Magsaysay - Malongcay Dacu - Masaplod Norte - Masaplod Sur - Panubtuban - Poblacion I - Poblacion II - Poblacion III - Tugawe - Tunga-tunga |